# (4536) Drewpinsky
(4536) Drewpinsky es un asteroide perteneciente al cinturón de asteroides, descubierto el 22 de febrero de 1987 por Henri Debehogne desde el Observatorio de La Silla, Chile.

## Designación y nombre
Designado provisionalmente como 1987 DA6. Fue nombrado Drewpinsky en homenaje al comentarista estadounidense de radio "David Drew Pinsky", que aconsejaba sobre temas médicos y relaciones de pareja.

## Características orbitales
Drewpinsky está situado a una distancia media del Sol de 2,195 ua, pudiendo alejarse hasta 2,378 ua y acercarse hasta 2,012 ua. Su excentricidad es 0,083 y la inclinación orbital 4,174 grados. Emplea 1188 días en completar una órbita alrededor del Sol.

## Características físicas
La magnitud absoluta de Drewpinsky es 13,7. Tiene 3,721 km de diámetro y su albedo se estima en 0,611. Está asignado al tipo espectral S según la clasificación SMASSII.